# Jannis
Jannis ist ein männlicher Vorname.

## Herkunft und Bedeutung
Jannis ist eine niederländische, friesische und griechische Form des im Ursprung hebräischen Namens Johannes, welcher bedeutet „der HERR ist gnädig“, „der HERR hat sich erbarmt“.

## Varianten
Jannik, Janni, Jan, Yannis, Yan, Yann, Jannys, Janes, Janis

## Namensträger
- Jannis Bäcker (* 1985), deutscher Bobfahrer
- Jannis Bischof (* 1978), deutscher Wirtschaftswissenschaftler, Professor für Betriebswirtschaftslehre
- Jannis Kounellis (1936–2017), griechischer Künstler
- Jannis Meng (* 1988), deutscher Schauspieler
- Jannis Niewöhner (* 1992), deutscher Schauspieler
- Jannis Nikolaou (* 1993), deutsch-griechischer Fußballspieler
- Jannis Psychopedis (* 1945), griechischer bildender Künstler (Malerei, Grafik und Zeichnung) und Hochschullehrer.
- Jannis Plastargias (* 1975), griechisch-deutscher Pädagoge, Kulturaktivist, Autor und Blogger
- Jannis Schliesing (* 1992), deutscher Fußballspieler
- Jannis Spengler (* 1972), griechisch-deutscher Schauspieler
- Jannis Spyropoulos (1912–1990), griechischer Maler
- Jannis Zamanduridis (* 1966), deutscher Ringer
- Jannis Zotos (* 1958), griechischstämmiger Musiker, Musikdozent und Betreiber eines Jazzclubs